# Gustav Hess
Gustav Hess (auch Heß) (* 4. Juli 1874 in Bertelsdorf; † 4. Juni 1940 in Coburg) war ein Landwirt und Politiker im Herzogtum Sachsen-Coburg und Gotha und im Freistaat Coburg.

## Leben
Hess bewirtschaftete den ererbten Hof, der seit dem 17. Jahrhundert im Besitz seiner Familie war. 
Bei den Landtagswahlen 1912 wurde er in den Coburger Landtag gewählt. Im Landtag gehörte er zur Fraktion der Agrarier. Diese war gemeinsam mit der Fraktion der Nationalliberalen Partei (NLP) mit jeweils vier Mandaten (der Landtag hatte elf Sitze) stärkste Fraktion. Nach der Novemberrevolution wurde er im Dezember 1918 auf dem 1. Coburger Bauerntag Vorsitzender des Bauernrates. Als Vertreter des Coburger Bauernvereins kandidierte er 1919 auf der Bürgerliche Einheitsliste für die Landesversammlung des Freistaates Coburg und wurde als einer der vier bürgerlichen Abgeordneten dieser Liste gewählt (die SPD hatte die Mehrheit erreicht und stellte sieben Abgeordnete). Im Landtag war er ein engagierter Befürworter einer Verbindung Coburgs mit Preußen und gegen die (dann beschlossene) Angliederung an Bayern.
Ab 1919 gehörte er dem geschäftsführenden Vorstand der Coburger Landesstiftung an. 1923 wurde er mit dem Titel eines Ökonomierates geehrt. Er gehörte einer Reihe öffentlicher Körperschaften wie dem Krankenhausverbund und der Bauernkammer an.
Nach der Machtergreifung der Nationalsozialisten wurde er verfolgt und musste sich sechs Wochen vor der Sturmabteilung (SA) verstecken.